# 주창석
주창석(周昌石)은 대한민국의 탁구 선수였다. 1967년 싱가포르 아시아선수권대회에서 단체 은메달을 획득했다.